# کیجو، میازاکی
کیجو، میازاکی (به لاتین: Kijō, Miyazaki) یک منطقهٔ مسکونی در ژاپن است که در استان میازاکی واقع شده‌است. کیجو  ۵٬۶۸۶ نفر جمعیت دارد.